# Tvornički sklop stare ciglane u Bedekovčini
Tvornički sklop stare ciglane u Bedekovčini izgradila su braća Stejskal za proizvodnju šamota i opeke 1889. godine, a koja je bila jedno od najvećih poduzeća toga vremena s više od 500 zaposlenih. Poticaj za izgradnju je bila kvalitetna glina u okolici, a dodatna pogodnost željeznička pruga. Željeznička pruga od Zagreba – Zaboka – Bedekovčine – Budinščine – Varaždina – Čakovca izgrađena je 1886. Tvornicu je 1892. god. kupilo bečko društvo Wienerberger Ziegelfabriks-und Baugeselschaft koje je povećalo proizvodnju i razgranalo posao. Tvornica je proizvodila crijep Zagorka, klinker, keramit i mozaik pločice za taracanje, klinkeraste keramitne i šamotne opeke, cijevi iz kamenine kao i raznu glinenu robu, te pećnjake. 
Tvornički sklop je smješten s južne strane željezničke pruge, a jezgru povijesne arhitekture čine zgrada stare ciglane položena okomito na os željezničke pruge, tvornički dimnjak i zgrade skladišta. 
Zgrada stare ciglane je trokatna građevina pravokutnog tlocrta, građena opekom vidljivom na pročelju, natkrivena je dvostrešnim krovištem. U interijeru su očuvane stare peći. Zgrada ima visoku arhitektonsku i dokumentarnu vrijednost, jer je najstarija građevina ovog tipa u Hrvatskoj. Predlaže se njezino održavanje i djelomična prezentacija muzejskih primjera načina poizvodnje, odnosno suvremena namjena za potrebe skladišta i sl. Za čitav bi tvornički sklop trebalo izraditi konzervatorsku dokumentaciju i valorizaciju s prijedlogom prezentacije povijesnih građevina i postrojenja.
Na žalost Općina Bedekovčina nema financijskih sredstava za njezino održavanje i prezentaciju, a novi vlasnik Tondach Hrvatska d.d. također ne pokazuje interes zato.
Stara ciglana je do sada poslužila kao prostor za snimanje filmova.

## Vanjske poveznice
- Službene stranice Općine Bedekovčina